# S.p.A.
Società per azioni  — форма організації корпорації в Італії, буквально «компанія, що обмежена акціями» (хоча часто перекладається як «акціонерне товариство»). 
Інша поширена форма корпорацій в Італії — società a responsabilità limitata.